# ISPM 15

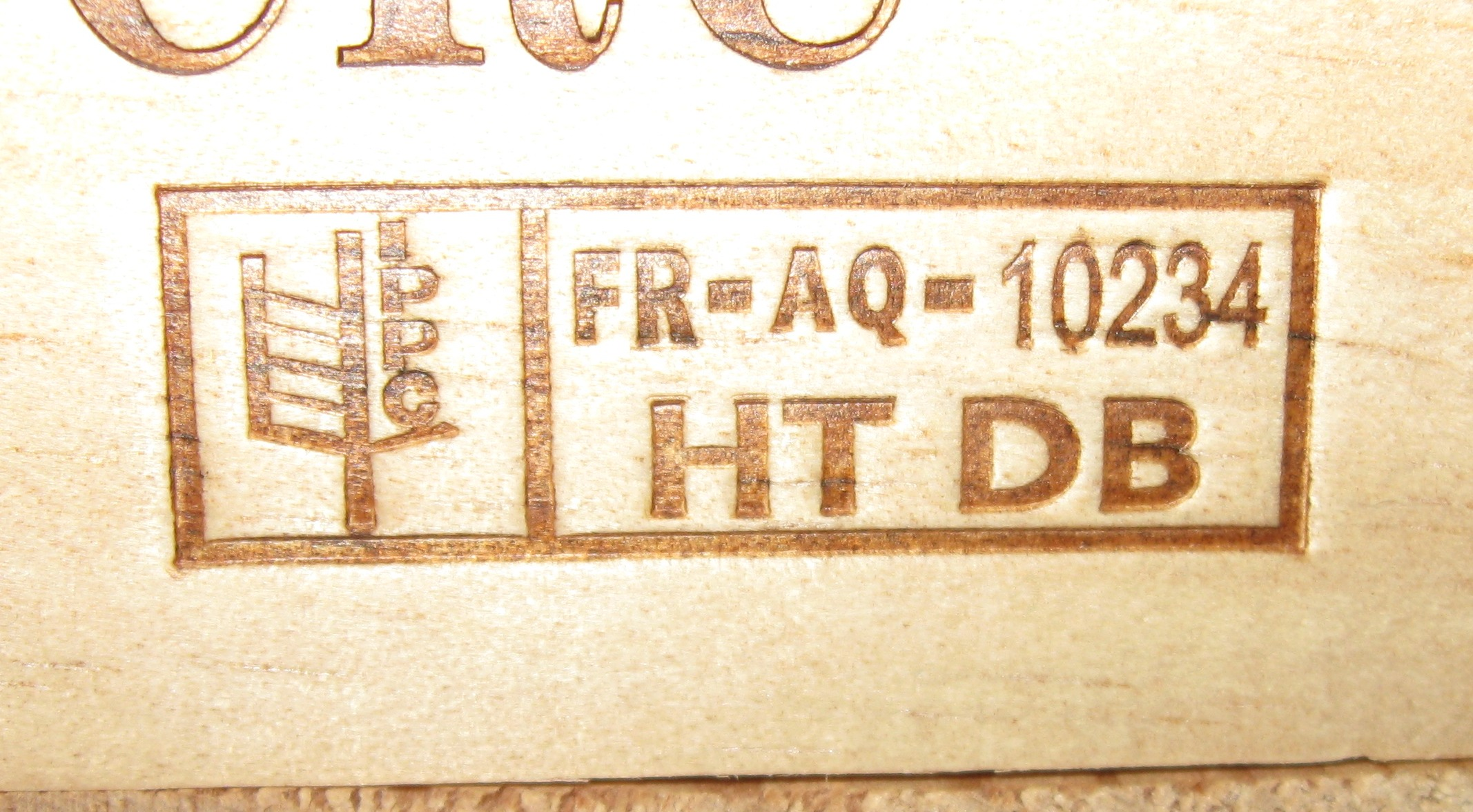
와인 운송 상자에 붙은 IPPC 스탬프 사진

국제 식물 위생 조치 표준 15호(International Standards For Phytosanitary Measures No. 15, ISPM 15)는 국제 식물 보호 협약(IPPC)이 개발한 국제 식물 위생 조치로, 국가 간 제품 운송에 사용되는 두께 6mm 이상의 목재 재료를 처리할 필요성을 직접적으로 다룬다. 주요 목적은 식물이나 생태계에 부정적인 영향을 미칠 수 있는 질병과 곤충의 국제적 운송 및 확산을 방지하는 것이다.
ISPM 15는 모든 목재 포장 재료(팰럿, 상자, 간목 등)에 적용되며, 해당 재료의 껍질을 벗긴 후 열처리하거나 메틸 브로마이드로 훈증해야 하며, 규정 준수 마크를 스탬프나 낙인으로 표시해야 한다. 이 규정 준수 마크는 통상적으로 "밀 스탬프"로 알려져 있다. ISPM 15에서 면제되는 제품은 종이, 플라스틱 또는 목재 패널 제품(예: OSB, 하드보드, 합판)과 같은 대체 재료로 만들어진다.

## ISPM 15 개정
ISPM 15 개정(2009년) 부록 1에 따르면, ISPM 15를 준수하는 목재 포장재는 껍질을 벗긴 목재로 만들어야 하며, 껍질 없는 목재와 혼동해서는 안 된다. ISPM 15는 2009년 유럽 연합이 제안한 껍질 제거 규정을 채택하기 위해 업데이트되었다. 오스트레일리아는 2010년 7월 1일 이전에 더욱 엄격한 껍질 제거 규정을 약 1년간 유지했다가 결국 이에 따랐다.

### 껍질 벗긴 목재 포장재

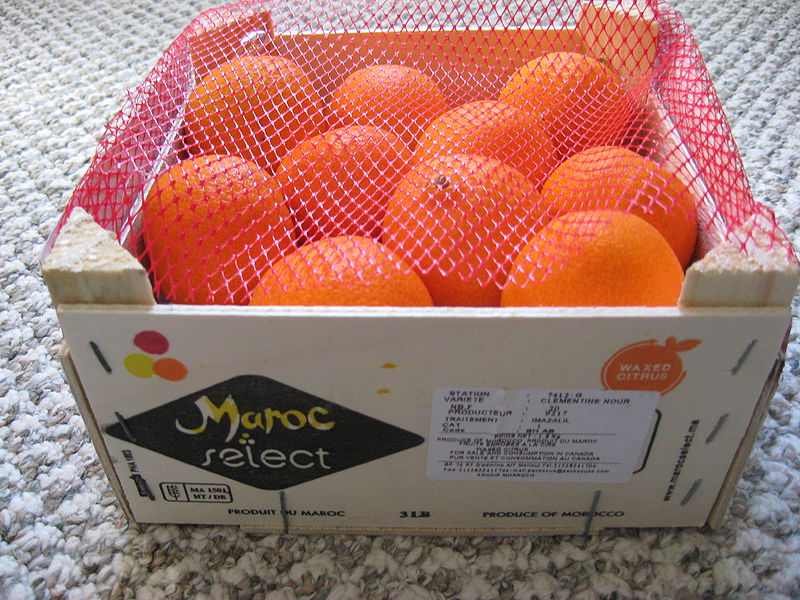
모로코산 클레멘타인(만다린) 목재 상자, 2010년 좌측 하단에 ISPM 15 로고(모로코를 나타내는 MA, 프랑스어 "Maroc"에서 유래)가 보임.

목재 포장재는 ISPM 15 규정을 충족하기 위해 열처리 또는 훈증 처리 전에 껍질을 벗겨야 한다. 이 규정의 껍질 제거 부분은 목재가 제조를 위해 대기 중이거나 제조된 후에도 곤충의 재침입을 방지하기 위함이다.
ISPM 15 개정판(2009년)에 따른 껍질 벗긴 목재의 공식 정의는 다음과 같다.
"어떤 처리 유형을 적용하든 관계없이 목재 포장재는 껍질을 벗긴 목재로 만들어져야 한다. 이 표준에 따라 시각적으로 분리되어 명확히 구별되는 작은 껍질 조각이 남아 있을 수 있는데, 이들은 다음 조건을 만족해야 한다: - 너비가 3cm 미만(길이와 무관)이거나 - 너비가 3cm를 초과하더라도 각 껍질 조각의 총 표면적이 50제곱센티미터 미만인 경우."

### 껍질 제거 주장의 근거
처리 전후(껍질 유무)의 침입 수준 비교는 다음과 같다. 전반적으로 제시된 연구들에서는 다음 중 하나이다.
a) 처리된 목재와 처리되지 않은 목재의 침입 수준 사이에 유의미한 차이가 없거나, 또는
b) 확인된 차이는 처리된 목재나 처리되지 않은 목재를 선호할 수 있는 곤충의 종과 관련이 있다.
북미 연구(IFQRG 2005-27)의 지지 정보가 아래 표에 요약되어 있다. 데이터는 제곱센티미터당 딱정벌레 수이다:
| 껍질 크기 | 나무좀 (대조군) | 나무좀 (열처리) | 나무 천공충 (대조군) | 나무 천공충 (열처리) |
| --------- | --------------- | --------------- | -------------------- | -------------------- |
| 25 cm2    | 0.01            | 0.0035          | 0.0133               | 0.0064               |
| 100 cm2   | 0.005           | 0.01            | 0.0086               | 0.015                |
| 100% 덮개 | 0.0087          | 0.012           | 0.0118               | 0.0137               |

### ISPM 마킹
- IPPC 인증 심볼.

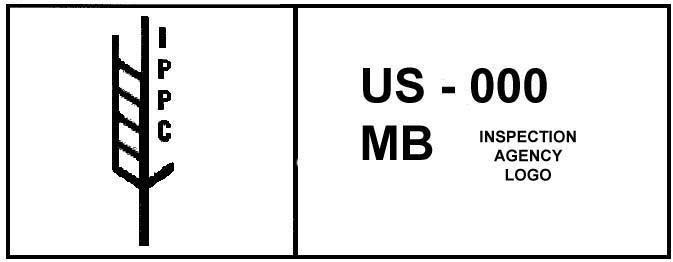
목재의 메틸 브로마이드 처리를 나타내는 MB 마크가 있는 ISPM 로고 샘플.

- XX: 두 글자 ISO 3166-1 alpha-2 국가 코드(예: 오스트레일리아는 AU, 미국은 US, 뉴질랜드는 NZ, 영국은 GB)를 나타낸다.
- 00: NPPO(개별 목재 포장재 제조업체를 감독하는 규제 기관)에 발급된 고유 인증 번호를 나타낸다. 이 인증 번호를 포함하면 목재 포장재의 출처를 NPPO/감사 기관으로 추적할 수 있다.
- 1111: 처리 제공자 및 제조업체에 발급된 고유 인증 번호를 나타낸다. 이 인증 번호를 포함하면 목재 포장재의 출처를 처리 제공자 및 제조업체로 추적할 수 있다.
- YY: 목재 포장재에 적용된 처리 유형을 나타낸다.
  - HT는 최소 30분 동안 최소 56 °C (133 °F)로 열처리하는 코드이다.
  - MB는 메틸 브로마이드 훈증의 코드이다.
- DUN: 단단한 목재 재료가 간목으로 사용될 때의 코드를 나타낸다. "DUN" 간목 코드는 제조된 목재 포장재에는 적용되지 않으며, 선적되는 제품을 고정하는 데 사용되는 느슨한 목재/통나무에만 적용된다.

ISPM 15 준수 스탬프에는 생산자와 공급자가 식별 목적으로 추가 정보를 포함할 수 있으므로 더 많은 정보가 포함될 수 있다.

## 국제적으로 인정되는 처리 유형
- HT (열처리) - 목재는 내부 온도가 최소 30분 동안 56°C에 도달할 때까지 가열되어야 한다.
  - 정온 열처리 (HT): 가열실에서 수행되는 표준 절차;
  - 킬른 건조 (KD): 표준 HT와 유사하지만, 수분 기준도 요구된다;
  - 이동식 열처리 (HT): 트럭에 설치된 가열실에서 수행되는 열처리. 어디서든 처리가 가능하다.
  - 휴대용 챔버 공정 (PCP - HT): 열섬유로 만든 휴대용 챔버에서 수행되는 열처리. 어디서든 처리가 가능하지만, 비용이 더 저렴하다. 이 공정의 특허 요구 사항은 브라질 회사 Fitolog Pest Control에 속한다;
  - 빠른 컨테이너 커넥터 (FCC - HT): 이동식 가열 장치로 컨테이너에서 직접 수행되는 열처리. PCP의 간소화된 변형이다. 항구 및 터미널에 이상적이다.
- MB (메틸 브로마이드) - 가스형 살충제(메틸 브로마이드)로 공간을 완전히 채워야 한다.
  - 컨테이너 훈증: 목재 포장재가 놓인 컨테이너를 메틸 브로마이드로 완전히 채운다. 24시간 격리 후 컨테이너를 통풍시키고 목재/화물을 출하한다;
  - 텐트 훈증: 목재 포장재를 특정 유형의 텐트로 덮고, 무게로 땅에 밀봉한다. 텐트는 메틸 브로마이드로 완전히 채워진다. 24시간 격리 후 텐트를 제거하고 목재/화물을 출하한다;

## ISPM 15 면제
모든 포장재가 운송 또는 포장재로 사용되기 위해 처리되어야 하는 것은 아니다. 다음은 처리할 필요가 없으며 ISPM 15 법률 및 규정에서 면제되는 재료 목록이다.
- 플라스틱 팰럿 - 이들은 대부분 폴리프로필렌 또는 폴리에틸렌 플라스틱 수지로 만들어진다.
- 골판지 팰럿 - 목재 펄프, 접착제 및 고열을 사용하여 생산된다.
- 프레스우드 팰럿 - 접착제와 회수된 목재 칩 또는 톱밥만을 사용하여 고온 및 고압 하에서 만들어진다.
- 복합 목재 팰럿 블록 - 접착제와 회수된 목재 칩만을 사용하여 고온 및 고압 하에서 만들어진다.
- 합판 또는 가공 목재 - 가공 목재 재료로 만든 목재 포장재. 여기에는 접착제, 열 또는 압력을 사용하여 만든 파티클 보드, 베니어 등이 포함된다.

## ISPM 15 참여국
이 목록은 참고용일 뿐이며, 다른 국가로 수출할 때는 수출 당국에 확인해야 한다. 다음은 2010년 7월 1일 현재 완전한 목록이다.
국가 및 대략적인 ISPM 15 채택 날짜:
- 알제리 2017년 4월
- 아르헨티나: 2006년 6월
- 오스트레일리아: 2004년 9월; 완전 채택: 2010년 7월
- 볼리비아: 2005년 7월
- 브라질: 2005년 6월
- 불가리아: 2006년 1월
- 캐나다: 2005년 9월 (미국-캐나다 면제) 캐나다는 스탬프 포함을 요구하고, 스탬프가 없는 모든 선적물을 격리할 권리를 유보한다.
- 칠레: 2005년 6월
- 중국: 2006년 1월
- 콜롬비아: 2005년 9월
- 코스타리카: 2006년 3월
- 쿠바: 2008년 10월
- 도미니카 공화국: 2006년 7월
- 에콰도르: 2005년 9월
- 이집트: 2005년 10월
- 유럽 연합: 2005년 3월
  - 오스트리아
  - 벨기에
  - 불가리아
  - 크로아티아
  - 키프로스
  - 체코
  - 덴마크
  - 에스토니아
  - 핀란드
  - 프랑스
  - 독일
  - 그리스
  - 헝가리
  - 아일랜드
  - 이탈리아
  - 라트비아
  - 리투아니아
  - 룩셈부르크
  - 몰타
  - 네덜란드
  - 폴란드
  - 포르투갈
  - 루마니아
  - 슬로바키아
  - 슬로베니아
  - 스페인
  - 스웨덴
- 과테말라: 2005년 9월
- 온두라스: 2006년 2월
- 인도: 2004년 11월
- 인도네시아: 2009년 9월
- 이스라엘: 2009년 6월
- 자메이카: 2011년 1월
- 일본: 2007년 4월
- 요르단: 2005년 11월
- 케냐: 2006년 1월
- 레바논: 2006년 3월
- 말레이시아: 2010년 1월
- 멕시코: 2005년 9월
- 뉴질랜드: 2003년 4월
- 니카라과: 2006년 2월
- 나이지리아: 2004년 9월
- 노르웨이: 2008년 7월
- 오만: 2006년 12월
- 파라과이: 2005년 6월
- 페루: 2005년 3월
- 필리핀: 2005년 6월
- 사우디아라비아: 2009년 2월
- 세르비아: 2005년 6월
- 세이셸: 2006년 3월
- 남아프리카 공화국: 2005년 1월
- 대한민국: 2005년 6월
- 스리랑카: 2004년 3월
- 스위스: 2005년 3월
- 시리아: 2006년 4월
- 태국: 2010년 2월
- 대만: 2009년 1월
- 에티오피아 2006년
- 트리니다드 토바고: 2010년 7월
- 튀르키예: 2006년 1월
- 영국: 2005년 3월 (당시 EU 회원국)
- 미국: 2005년 9월
- 우크라이나: 2005년 10월
- 베네수엘라: 2005년 6월
- 베트남: 2005년 6월

## 같이 보기
- ASTM D6253 목재 포장재의 처리 및 마킹

## 추가 자료
- Yam, K. L., "Encyclopedia of Packaging Technology", John Wiley & Sons, 2009, ISBN 978-0-470-08704-6